# Spectrum Aeronautical
Koordinaten: 33° 7′ 42,2″ N, 117° 16′ 44,7″ W
Die Spectrum Aeronautical LLC ist ein US-amerikanischer Hersteller von Very Light Jets, mit Sitz in Carlsbad im US-Bundesstaat Kalifornien am Flughafen McClellan-Palomar (IATA: CLD, ICAO: KCRQ, FAA LID: CRQ).

## Geschichte
Die Zertifizierung der Flugzeuge war für 2008 vorgesehen. Nach dem Absturz eines Prototyps der Spectrum S-33 im Jahr 2006 ist bis auf weiteres kein Flugzeug von Spectrum Aeronautical mehr geflogen.
Das Unternehmen hat seit 2005 unter der Leitung von Stefano Sturlese eine Niederlassung in Luxemburg (Stadt), des Großherzogtums Luxemburg, namens Spectrum Aeronautical, welche zuständig ist für die Vermarktung der Produkte in Europa, dem Mittleren Osten und Afrika. Gefertigt werden die Flugzeuge bei Rocky Mountain Composites (RMC) in Spanish Fork im US-Bundesstaat Utah.
Spectrum hat 2007 in Spanish Fork einen 7.900 m² großen Hangar errichtet. Das Maben-Forrest Building trägt den Namen der Testpiloten Glenn Maben und Nathan Forrest die bei dem Absturz des Prototyps ums Leben kamen.

## Produkte
Die von Spectrum Aeronautical entwickelten Flugzeuge nutzen ein eigens von Spectrum Aeronautical entwickelten Verbundwerkstoff namens fibeX. Damit soll es möglich sein gegenüber Aluminium-Werkstoffen rund 40 % an Gewicht zu sparen. Der Erstflug der Spectrum S-40 wurde für Ende 2010 angegeben.
- Spectrum S-40 Freedom, ein siebensitziges Geschäftsreiseflugzeug
- Spectrum S-33 Independence, ein fünfsitziges Geschäftsreiseflugzeug